# Дедекиндово кольцо
В общей алгебре, дедекиндово кольцо — это целостное кольцо, в котором каждый ненулевой собственный идеал раскладывается в произведение простых идеалов. Можно показать, что в этом случае разложение единственно с точностью до порядка сомножителей. Ниже приведено несколько других описаний дедекиндовых колец, которые можно принять за определение.
Поле — это целостное кольцо, в котором нет ненулевых собственных идеалов, поэтому предыдущее свойство, строго говоря, выполняется. Некоторые авторы добавляют в определение дедекиндова кольца условие «не являющееся полем»; многие другие авторы следуют неявному соглашению, что формулировки всех теорем для дедекиндовых колец можно тривиальным образом подправить, так, чтобы они выполнялись и для полей.
Из определения немедленно следует, что всякая область главных идеалов — дедекиндово кольцо. Дедекиндово кольцо является факториальным тогда и только тогда, когда оно является областью главных идеалов.

## Предыстория появления понятия
В XIX веке стало распространённой техникой использование колец алгебраических чисел для решения диофантовых уравнений. Например, в попытке определить, какие целые числа представимы в виде {\displaystyle x^{2}+my^{2}}, довольно естественно разложить квадратичную форму на множители {\displaystyle (x+{\sqrt {-m}}y)(x-{\sqrt {-m}}y)}, разложение происходит в кольце целых квадратичного поля {\displaystyle \mathbb {Q} ({\sqrt {-m}})}. Сходным образом, для натурального {\displaystyle n} многочлен {\displaystyle z^{n}-y^{n}} (который возникает при решении уравнения Ферма {\displaystyle x^{n}+y^{n}=z^{n}}) можно разложить в кольце {\displaystyle \mathbb {Z} [\zeta _{n}]}, где {\displaystyle \zeta _{n}} — примитивный {\displaystyle n}-й корень из единицы.
При малых значениях {\displaystyle m} и {\displaystyle n} эти кольца целых являются областями главных идеалов; в некотором смысле это является объяснением частичного успеха Ферма ({\displaystyle m=1,n=4}) и Эйлера ({\displaystyle m=2,3,n=3}) в решении этих двух задач. К этому времени специалистам по изучению квадратичных форм была известна процедура проверки кольца целых квадратичного поля {\displaystyle \mathbb {Q} ({\sqrt {D}})} на свойство «быть областью главных идеалов». Гаусс изучал случай {\displaystyle D<0}: он нашел девять значений {\displaystyle D}, удовлетворяющих свойству, и предположил, что других значений нет (Гипотеза Гаусса была доказана более чем через сто лет после этого).
К XX веку математики начали понимать, что условие главных идеалов слишком тонкое, а условие дедекиндовости более крепкое и устойчивое. Например, Гаусс предположил, что существует бесконечно много положительных простых {\displaystyle p}, таких что кольцо целых поля {\displaystyle \mathbb {Q} ({\sqrt {p}})} — область главных идеалов; однако к сегодняшнему дню неизвестно даже, существует ли бесконечно много числовых полей, кольца целых которых удовлетворяют этому условию! С другой стороны, кольцо целых числового поля всегда является дедекиндовым.
Другое доказательство этой «устойчивости» — то, что дедекиндовость является локальным свойством: нётерово кольцо {\displaystyle R} является дедекиндовым тогда и только тогда, когда его локализация по любому максимальному идеалу дедекиндова. Но локальное кольцо дедекиндово тогда и только тогда, когда оно является областью главных идеалов и кольцом дискретного нормирования, так что для областей главных идеалов дедекиндовость — это глобализация свойства дискретного нормирования.

## Эквивалентные определения
Для целостного кольца {\displaystyle R}, не являющегося полем, следующие утверждения эквивалентны:
- Каждый ненулевой собственный идеал раскладывается в произведение простых;
- {\displaystyle R} нётерово и его локализация по любому максимальному идеалу — кольцо дискретного нормирования;
- Любой дробный идеал кольца {\displaystyle R} обратим;
- {\displaystyle R} целозамкнуто, нётерово, и его размерность Крулля равна единице.

Кольцо Крулля — это «многомерный» аналог дедекиндова кольца: дедекиндовы кольца (не являющиеся полями) — это в точности кольца Крулля размерности 1. Такое определение дедекиндова кольца использовал Н. Бурбаки в «Коммутативной алгебре».

## Примеры
Все области главных идеалов и, следовательно, все кольца дискретного нормирования дедекиндовы.
Кольцо {\displaystyle R={\mathcal {O}}_{K}} алгебраических целых чисел числового поля K нётерово, целозамкнуто и имеет размерность 1 (чтобы доказать последнее, достаточно заметить, что для любого ненулевого идеала I кольца R, R/I конечно, а конечные целостные кольца являются полями), поэтому R дедекиндово. Это основной, мотивирующий пример для теории дедекиндовых колец.
Другой пример, важность которого не меньше чем у первого, предоставляет алгебраическая геометрия. Пусть C — аффинная алгебраическая кривая над полем k. Тогда координатное кольцо k[C] регулярных функций на C дедекиндово. Действительно, это просто перевод геометрических терминов на алгебраический язык: координатное кольцо аффинного многообразия, по определению, конечнопорожденная k-алгебра (следовательно, нётерово); кривая подразумевает размерность 1, а из отсутствия особенностей следует нормальность, то есть целозамкнутость.
Оба примера являются частными случаями следующей базовой теоремы:
Теорема: пусть R — дедекиндово кольцо с полем частных K, L — конечное расширение K, а S — целое замыкание R в L. Тогда S — дедекиндово кольцо.
Применив эту конструкцию к R = Z, получаем кольцо целых числового поля. R = k[x] соответствует случаю алгебраических кривых без особенностей.

## Дробные идеалы и группа классов идеалов
Пусть R — целостное кольцо с полем частных K. Дробный идеал кольца R — это ненулевой R-подмодуль K, для которого существует ненулевой x из K, такой что {\displaystyle xI\subset R.}
Для двух дробных идеалов I, J можно определить их произведение IJ как множество всех конечных сумм {\displaystyle \sum _{n}i_{n}j_{n},\ i_{n}\in I,\ j_{n}\in J}: произведение IJ также является дробным идеалом. Множество Frac(R) всех дробных идеалов, таким образом, является коммутативной полугруппой, и даже моноидом: тождественный элемент — дробный идеал R.
Для любого дробного идеала I можно определить дробный идеал
{\displaystyle I^{*}=(R:I)=\{x\in K\ |\ xI\subset R\}.}
Очевидно, {\displaystyle I^{*}I\subset R}. Равенство достигается, когда I обратим (как элемент моноида Frac(R)). Другимми словами, если I имеет обратный элемент, то этот обратный — {\displaystyle I^{*}}.
Главный дробный идеал — это дробный идеал вида {\displaystyle xR} для ненулевого x из K. Все дробные идеалы обратимы: обратный для {\displaystyle xR} — это просто {\displaystyle {\frac {1}{x}}R}. Обозначим подгруппу главных дробных идеалов Prin(R).
Целостное кольцо R — кольцо главных идеалов тогда и только тогда, когда каждый дробный идеал главный. В этом случае Frac(R) = Prin(R) = {\displaystyle K^{*}/R^{*}}, поскольку {\displaystyle xR} и {\displaystyle yR} совпадают тогда и только тогда, когда {\displaystyle xy^{-1}} — обратимый элемент R.
Для произвольного целостного кольца R имеет смысл фактормоноид Frac(R) по подмоноиду Prin(R). В общем случае этот фактор является всего лишь моноидом. Легко видеть, что класс дробного идеала I в Frac(R)/Prin(R) обратим тогда и только тогда, когда I сам по себе обратим.
Теперь становится понятен смысл третьего определения дедекиндова кольца: в дедекиндовом кольце — и только в дедекиндовом кольце — каждый дробный идеал обратим. Таким образом, дедекиндовы кольца — это класс колец, для которых Frac(R)/Prin(R) является группой, называемой группой классов идеалов Cl(R) кольца R. Cl(R) тривиальна тогда и только тогда, когда R — область главных идеалов.
Одна из базовых теорем алгебраической теории чисел утверждает, что группа классов идеалов кольца целых числового поля конечна.

## Конечнопорожденные модули над дедекиндовыми кольцами
Помня о существовании чрезвычайно полезной структурной теоремы для конечнопорожденных модулей над областями главных идеалов, естественно выяснить, можно ли распространить её на случай дедекиндовых колец.
Напомним формулировку структурной теоремы для модуля {\displaystyle M} над областью главных идеалов. Мы определяем подмодуль кручения {\displaystyle T} как множество таких элементов {\displaystyle m} кольца {\displaystyle M}, что {\displaystyle rm=0} для некоторого ненулевого {\displaystyle r} из {\displaystyle R}. Тогда:
(1) {\displaystyle T} можно разложить в прямую сумму циклических модулей кручения, каждый из которых имеет вид {\displaystyle R/I} для некоторого ненулевого идеала {\displaystyle I} кольца {\displaystyle R}. По китайской теореме об остатках, каждый {\displaystyle R/I} можно разложить в прямую сумму модулей вида {\displaystyle R/P^{i}}, где {\displaystyle P^{i}} — степень простого идеала. Получившееся разложение модуля {\displaystyle T}
единственно с точностью до порядка сомножителей.
(2) Существует дополняющий подмодуль {\displaystyle P} модуля {\displaystyle M}, такой что {\displaystyle M=T\oplus P}.
(3) {\displaystyle P} изоморфен {\displaystyle R^{n}} для однозначно определённого неотрицательного целого {\displaystyle n}. В частности, {\displaystyle P} — конечнопорождённый свободный модуль.
Теперь пусть {\displaystyle M} — конечнопорождённый модуль над дедекиндовым кольцом. Утверждения (1) и (2) остаются верными и для него. Однако из (3) следует, что любой конечнопорождённый модуль без кручения свободен. В частности, из этого следует, что все дробные идеалы являются главными. Иными словами, нетривиальность группы классов идеалов Cl[R] противоречит (3). Оказывается, что число «дополнительных» конечнопорождённых модулей без кручения можно проконтролировать, зная группу классов идеалов. Для произвольного конечнопорождённого модуля над дедекиндовым кольцом верно утверждение
(3') {\displaystyle P} изоморфно прямой сумме проективных модулей ранга 1: {\displaystyle P\cong I_{1}\oplus \cdots \oplus I_{r}}. Более того, для любых проективных модулей ранга 1 {\displaystyle I_{1},\ldots ,I_{r},J_{1},\ldots ,J_{s}}
{\displaystyle I_{1}\oplus \cdots \oplus I_{r}\cong J_{1}\oplus \cdots \oplus J_{s}}
выполняется тогда и только тогда, когда
{\displaystyle r=s}
и
{\displaystyle I_{1}\otimes \cdots \otimes I_{r}\cong J_{1}\otimes \cdots \otimes J_{s}.}
Проективные модули ранга 1 отождествляются с дробными идеалами, поэтому последнее условие можно переформулировать как
{\displaystyle [I_{1}\cdots I_{r}]=[J_{1}\cdots J_{s}]\in Cl(R).}
Следовательно, конечнопорождённый модуль ранга {\displaystyle n>0} без кручения можно записать в виде {\displaystyle R^{n-1}\oplus I}, где {\displaystyle I} — проективный модуль ранга 1. Класс Штайница модуля P над R — это класс {\displaystyle [I]} идеала {\displaystyle I} в группе Cl(R), он однозначно определён. Из этого следует
Теорема. Пусть R — дедекиндово кольцо. Тогда {\displaystyle K_{0}(R)\cong \mathbb {Z} \oplus Cl(R)}, где K0(R) — группа Гротендика коммутативного моноида конечнопорождённых проективных R-модулей.
Эти результаты были установлены Эрнстом Штайницем в 1912 году.